# 大澤朋也
大澤 朋也（おおさわ ともや、2002年9月6日 - ）は、埼玉県出身のプロサッカー選手。Jリーグ・ツエーゲン金沢所属。ポジションはフォワード。

## 略歴
大宮アルディージャのアカデミー出身。2020年9月27日、同期の柴山昌也と共に2021年よりトップチームに昇格することが発表された。10月23日、柴山と共に2種登録選手としてトップチームに登録された。
2021年3月21日、J2リーグ第4節のSC相模原戦でスタメン出場しプロデビュー。3月27日、第5節のV・ファーレン長崎戦でプロ初ゴールを決めた。
2022年、愛媛FCへ育成型期限付き移籍で加入。
2023年1月4日、大宮アルディージャへの復帰が発表された。
2025年、ツエーゲン金沢へ育成型期限付き移籍。

## 所属クラブ
- 大宮アルディージャU-12
- 大宮アルディージャU-15
- 大宮アルディージャU-18
  - 2020年  大宮アルディージャ（2種登録選手）
- 2021年 -  大宮アルディージャ
  - 2022年  愛媛FC（育成型期限付き移籍）
  - 2025年 -  ツエーゲン金沢（育成型期限付き移籍）

## 個人成績
| 国内大会個人成績 | 国内大会個人成績 | 国内大会個人成績 | 国内大会個人成績 | 国内大会個人成績 | 国内大会個人成績 | 国内大会個人成績 | 国内大会個人成績 | 国内大会個人成績 | 国内大会個人成績 | 国内大会個人成績 | 国内大会個人成績 |
| 年度             | クラブ           | 背番号           | リーグ           | リーグ戦         | リーグ戦         | リーグ杯         | リーグ杯         | オープン杯       | オープン杯       | 期間通算         | 期間通算         |
| 年度             | クラブ           | 背番号           | リーグ           | 出場             | 得点             | 出場             | 得点             | 出場             | 得点             | 出場             | 得点             |
| 日本             | 日本             | 日本             | 日本             | リーグ戦         | リーグ戦         | リーグ杯         | リーグ杯         | 天皇杯           | 天皇杯           | 期間通算         | 期間通算         |
| ---------------- | ---------------- | ---------------- | ---------------- | ---------------- | ---------------- | ---------------- | ---------------- | ---------------- | ---------------- | ---------------- | ---------------- |
| 2021             | 大宮             | 49               | J2               | 5                | 1                | -                | -                | 1                | 0                | 6                | 1                |
| 2022             | 愛媛             | 49               | J3               | 23               | 3                | -                | -                | -                | -                | 23               | 3                |
| 2023             | 大宮             | 49               | J2               | 7                | 1                | -                | -                | 0                | 0                | 7                | 1                |
| 2024             | 大宮             | 49               | J3               | 31               | 2                | 2                | 0                | 2                | 1                | 35               | 3                |
| 2025             | 金沢             | 49               | J3               |                  |                  |                  |                  |                  |                  |                  |                  |
| 通算             | 日本             | 日本             | J2               | 12               | 2                | -                | -                | 1                | 0                | 13               | 2                |
| 通算             | 日本             | 日本             | J3               | 54               | 5                | 2                | 0                | 2                | 1                | 58               | 6                |
| 総通算           | 総通算           | 総通算           | 総通算           | 66               | 7                | 2                | 0                | 3                | 1                | 71               | 8                |

- 2020年は2種登録選手（公式戦出場無し）

出場歴
- Jリーグ初出場 - 2021年3月21日 J2第4節 SC相模原戦 (相模原ギオンスタジアム)
- Jリーグ初得点 - 2021年3月27日 J2第5節 V・ファーレン長崎戦 (NACK5スタジアム大宮)

## タイトル

### 個人
- 高円宮杯 JFA U-18 サッカープレミアリーグ 2020 関東・得点王

### クラブ
大宮アルディージャ
- J3リーグ：1回（2024年）
- 埼玉県サッカー選手権大会：1回（2024年）

## 代表歴
- 2017年 U-15日本代表
- 2018年 U-16日本代表
- 2020年 U-18日本代表